# Camp de Carinyena
El Camp de Carinyena és una de les comarques de l'Aragó.

## Llista de municipis
Aguarón, Aguilón, Aladrén, Alfamén, Carinyena, Cosuenda, Encinacorba, Longares, Mezalocha, Muel, Paniza, Tosos, Villanueva de Huerva i Vistabella de Huerva.